# Michael Olsson
Michael Olsson (4 maart 1986) is een Zweeds wielrenner die in 2015 reed voor Team TreFor-Blue Water.

## Overwinningen
2012
Proloog Ronde van Normandië
2013
 Zweeds kampioen op de weg, Elite
2014
 Zweeds kampioen op de weg, Elite

## Ploegen
- 2011 –  Team CykelCity
- 2012 –  Team CykelCity.se
- 2013 –  Team People4you-Unaas Cycling
- 2013 –  Team Argos-Shimano (stagiair vanaf 16-8)
- 2014 –  Team Ringeriks-Kraft
- 2015 –  Team TreFor-Blue Water

Wielerploegen van Michael Olsson
Ahlstrand ·
Arndt ·
Barguil · 
Clarke ·
Curvers ·
Damuseau ·
De Backer ·
Degenkolb ·
Dumoulin ·
Fröhlinger ·
Geschke ·
Gretsch ·
Huguet ·
Hupond ·
Janse van Rensburg · 
Ji · 
Kittel ·
de Kort ·
Ludvigsson ·
Mezgec ·
Parisien ·
Peterson ·
Preidler ·
Sinkeldam ·
Sprick ·
Stamsnijder ·
Timmer · 
Veelers · 
Xing ·
Holler (stagiair) · 
Jauregui (stagiair) · 
Olsson (stagiair)
A.K. Andersen · S.K. Andersen · Clausen · Foder Holm · Gregaard · Hardahl · Hyldgaard · Lander · Olsson · Pedersen · Rahbek · Rasmussen · Riis · Vinjebo